# Carl Seuerling
Carl Gottfried Seuerling, född 1727 i Ortrand i Sachsen, död 14 maj 1795 i Örebro, var en svensk skådespelare och teaterchef invandrad från Tyskland. Han var direktör för sitt eget teatersällskap, Seuerlingske Comoedie-Trupp. 

## Biografi
Seuerling kom till Sverige ca 1760 och blev medlem i Peter Lindahls teatertrupp, som han övertog då han 1768 gifte sig med dennes dotter, Margareta Lindahl (1746–1820). 
Sällskapet annonserade sin ankomst till en stad genom att paradera på marknaden med Harlekin i spetsen medan de utropade programmet, och uppträdde i lador och liknande i Sverige och Finland. Han själv talade med tysk brytning, och medlemmarna var ofta utlänningar; primadonnan anges ha varit från Norge. Han själv var ambitiös och var ofta irriterad på sina skådespelares dåliga disciplin – bl.a. hade Adam en gång druckit sig berusad under en föreställning av skapelsen, och Seuerling, som spelade Gud, röt då ut i kulisserna "Atham, du ferbannete mensch, er du icke att kut fater roper tig". Sådana scener gjorde att sällskapet ofta karikerades, vid hovet och på Dramaten.
Seuerling var den som introducerade William Shakespeare på svensk scen genom att 5 augusti 1776 i Norrköping sätta upp Romeo och Julia, med sin hustru i huvudrollen som Julia. 
Han var far till lantmätare Carl Fredrik Seijerling (1770–1838), skådespelaren Gustaf Wilhelm Seuerling, skolläraren Gottfrid Ferdinand Seuerling (1775–1826), skådespelaren Carolina Seuerling (1769–1821), musikern Charlotta Seuerling och guvernanten Gustafva Margaretha Seuerling (1786–1863).